# Рольдан, Хорхе
Хорхе Рольдан Пополь (исп. Jorge Roldán Popol; 16 ноября 1940, Гватемала — 8 июня 2023) — гватемальский футболист, играл на позиции полузащитника, тренер. Почти всю жизнь провёл в гватемальской «Ауроре», став символом, капитаном, а затем и тренером клуба. Был капитаном сборной Гватемалы на ОИ 1968 и 1973, участником квалификации двух ЧМ. Тренировал сборную Гватемалы, как национальную, так и олимпийскую.

## Карьера
Рольдан дебютировал в «Ауроре» в 1958 году, в возрасте 17 лет, при тренере Рубене Аморине, он помог выиграть три титула чемпиона Гватемалы в 1964, 1966, и 1968, он выступал за «Аурору» почти 15 лет, забив 111 мячей, до сих пор являясь лучшим бомбардиром в истории клуба. Также он стал первым гватемальцем, игравшим за профессиональный испанский клуб — «Эркулес», в который он пришёл в 1973.
Рольдан играл в молодёжной сборной страны, которая выиграла Центрально-Американские юношеские игры в 1958 году. Он был капитаном олимпийской сборной Гватемалы, команды, достигшей на Олимпиаде-1968 стадии четвертьфинала. На отборочном турнире к ЧМ 1970 он провёл два матча, а к ЧМ-1974 — шесть игр. В 1974 он закончил карьеру футболиста и стал тренером.
Он стал работать в своём прежнем клубе — «Ауроре», которую привёл к чемпионскому титулу в 1975, в 1979 он выиграл с ним IX Кубок Фердинанда, а затем чемпионские звания в 1986 и 1993 (этот чемпионат до сих пор последний, выигранный «Ауророй»). Также Рольдан тренировал национальную команду Гватемалы на отборочном турнире к ЧМ-1990 года, олимпийскую сборную на ОИ-1988, а также национальную сборную на Кубке UNCAF 1995, где Гватемала стала вице-чемпионом.
В 2004 году Хорхе Рольдан стал генеральным директором Национальных футбольных команд.

## Достижения

### Как игрок
- Чемпион Центрально-Американских юношеских игр: 1958
- Участник Олимпийских игр: 1968, 1973
- Чемпион Гватемалы: 1964, 1966, и 1968
- 31-й игрок Центральной Америки XX века по опросу МФФИИС

### Как тренер
- Чемпион Гватемалы: 1975, 1986, 1993
- Обладатель IX Кубок Фердинанда: 1979
- Финалист Кубка UNCAF: 1995